# Karel Navrátil
Karel Navrátil (24. dubna 1867 Praha – 23. prosince 1936 tamtéž) byl český novinář a hudební skladatel.

## Život
Po absolvování německého reálného gymnázia vystudoval německý učitelský ústav v Praze. Na housle byl žákem Františka Ondříčka a hudební teorii studoval u rakouského hudebního vědce Guida Adlera na německé univerzitě v Praze. Stal se hudebním referentem ve Vídni. V roce 1916 se vrátil do Prahy a působil jako hudební pedagog. Byl hudebním referentem týdeníku Národní republika a o hudebním životě v Čechách referoval i v americkém tisku.
Byl plodným skladatelem, ale jen málo z jeho díla bylo uvedeno na veřejnosti. Tiskem vyšly jen drobnější klavírní skladby a sbory.

## Dílo (výběr)
- Herman a Dorothea (opera byla Národním divadlem v Praze odmítnuta)
- Salambo (opera)
- 2 symfonie
- Jan Hus, Žižka, Bílá Hora (cyklus symfonických básní)
- Klavírní koncert f-moll
- Houslový koncert E-dur
- Sonáta pro housle a klavír F-dur (věnovaná Františku Ondříčkovi)
- Kantor Halfar (mužský sbor)